# Annie Raines

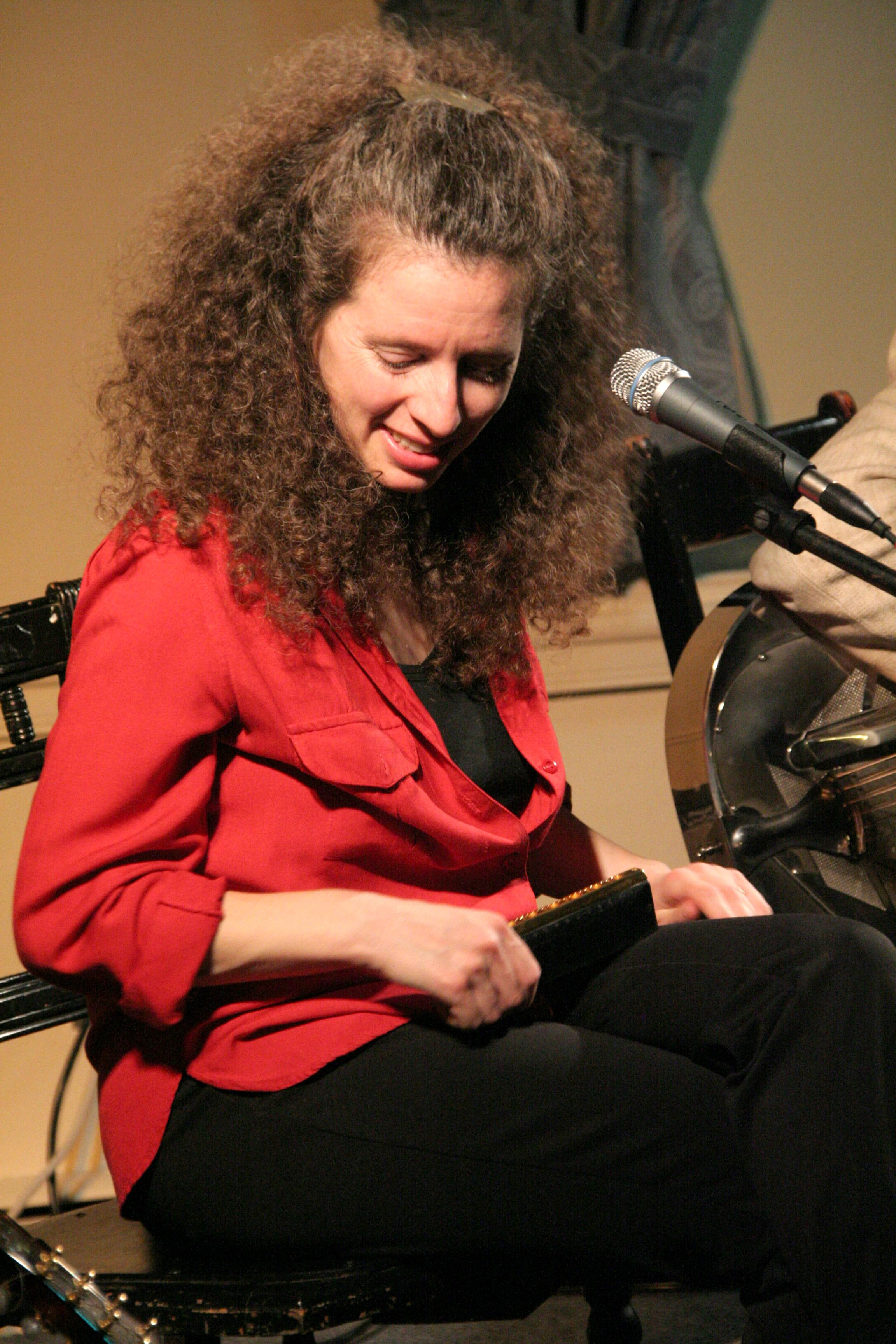

Annie Raines (* 3. Juli 1969, in der Nähe von Boston, Massachusetts) ist eine amerikanische Mundharmonikaspielerin. Daneben spielt sie noch Keyboard und singt.

## Lebenslauf
Sie begann im Alter von 17 Jahren Mundharmonika zu spielen. Fasziniert von den Großmeistern des Chicagoblues wie Muddy Waters begann sie als Straßenmusikantin und spielte in lokalen Bostoner Clubs. Danach ging sie nach Chicago, wo sie mit Bluesgrößen wie Pinetop Perkins und James Cotton auftrat. Mit 22 Jahren traf sie Paul Rishell, der sie mit dem Country-Blues vertraut machte.

## Instrument
Hohner  Marine Band and Marine Band Deluxe

## Diskografie (Auswahl)
- A Night in Woodstock
- Goin´ Home
- Moving to the country
- I want you to know